# アンドレーア・ヴェスト・ベントスン
アンドレーア・ヴェスト・ベントスン（デンマーク語: Andrea West Bendtsen、1999年6月9日 - ）は、デンマークのハンドボール選手。
2016年よりスィルゲボー＝ヴォールKFUMに所属、ユース及びジュニア年代での代表経験を有しており、2015年の欧州女子U-17ハンドボール選手権では金メダル、2016年の世界ユース女子ハンドボール選手権では銀メダルを獲得した。